# TV 2 Radio
TV 2 Radio var en dansk kommersiell radiostation, som drivs av TV 2.
Kanalen blev etablerad på grund av att TV 2 den 23 augusti 2006 fick sändningtillstånd till den "5e markbundna radiostationen" på en auktion. För att driva radion de kommande åtta åren betalar TV 2 23 miljoner kr. årligen.
Kanalen började sända 1 februari 2007 kl. 00.00 med en nyhetssändning följt av Robbie Williams-sången Let Me Entertain You.
Enligt den första Gallup-mätning lyssnade 3,5% av Danmarks befolkning på TV 2 Radio. DR P3 hade då cirka 20% av lyssnarna.
Kanalen lades ner under 2008, och dess frekvenser togs över av Nova FM.